# ماكو (فلم)
ماكو هو فيلم مصري انتج سنة 2020 عرض لأول مرة في 1 سبتمبر 2021 .

## قصة الفيلم
تدور أحداث الفيلم المستوحى من قصة حقيقية حول عبارة (سالم اكسبريس) عن ذهاب ثمانية أشخاص في رحلة بهدف الغوص في أعماق البحر الأحمر في عالم مليء بالذكريات.

## أبطال العمل

### تمثيل
| - نيكولا معوض: شريف ناهي - بسمة حسن: رنا بهجت - منذر رياحنة: بشري - عمرو وهبة: تيمور - ناهد السباعي: غرام | - سارة الشامي: آسيا - فريال يوسف: مايا - محمد مهران: زياد - مراد يلديريم: مراد - عمرو علاء: خالد حسني |

### الإداريون
| - أحمد حليم: مؤلف - محمد الحفناوي: مؤلف - احمد شرف السيد: مؤلف - هشام الرشيدي: مخرج - سينرجي للإنتاج الفني (تامر مرسي): توزيع | - محمد التلباني: منتج فني - هشام خرما: موسيقى تصويرية - رامي عباس: ديكور - عمرو عصام: صوت |